# Alf Spouncer
William Alfred Spouncer (1 de julio de 1877 - 31 de agosto de 1962) fue un futbolista inglés, que jugaba como extremo exterior.

## Trayectoria como jugador
Spouncer, nacido en Gainsborough, jugó por primera vez para el club de la ciudad natal Gainsborough Trinity durante la temporada 1893-94. Se unió al Sheffield United en octubre de 1895, donde permanecería hasta mayo de 1897, cuando firmó profesionalmente para el Nottingham Forest. Ganó la Copa FA en 1898 y el título de la Segunda División en 1907. Después de abandonar Forest en 1910, y al no encontrar un nuevo club, se retiró al año siguiente. 
A nivel internacional, ganó una gorra para Inglaterra en 1900, contra Gales. 

## Trayectoria como entrenador
Spouncer tuvo una breve incursión en la gestión con Barcelona, haciéndose cargo de los catalanes durante la temporada 1923-24. Ganó el Campeonato de Cataluña con 10/10 triunfos, pero en la Copa del Rey, su equipo de Barcelona fue derrotado por 6-1 en la repetición de semifinales contra los ganadores, Real Unión.

## Clubes

### Como jugador
| Club                      | País       | Años      |
| ------------------------- | ---------- | --------- |
| Gainsborough Trinity F.C. | Inglaterra | 1893-1894 |
| Sheffield United F.C.     | Inglaterra | 1895-1897 |
| Nottingham Forest F.C.    | Inglaterra | 1897-1910 |

### Como entrenador
| Club           | País   | Años      |
| -------------- | ------ | --------- |
| F.C. Barcelona | España | 1923-1924 |

## Palmarés

### Como jugador
| Torneo           | Club                   | País       | Año  |
| ---------------- | ---------------------- | ---------- | ---- |
| FA Cup           | Nottingham Forest F.C. | Inglaterra | 1898 |
| Segunda División | Nottingham Forest F.C. | Inglaterra | 1907 |

- Fuente:[3]

### Como entrenador
| Torneo                 | Club           | País   | Año     |
| ---------------------- | -------------- | ------ | ------- |
| Campeonato de Cataluña | F.C. Barcelona | España | 1923-24 |